# Kotna izsrednost
Kotna izsrednost (oznaka φ , včasih tudi œ ali ε) je v astronomiji in astrodinamiki eden izmed elementov tira, ki določajo lego in hitrost nebesnega telesa.
Izračuna se iz izsrednosti:
{\displaystyle \sin \varphi =e\!\,,}
kjer je 
- e izsrednost (numerična izsrednost)
- φ je kotna izsrednost (glej sliko)

Izračuna se lahko tudi iz velike in male polosi:
{\displaystyle \varphi =\arccos \left({\frac {b}{a}}\right)\!\,.}
Oziroma iz linearne izsrednosti:
{\displaystyle \varphi =\arcsin \left({\frac {c}{a}}\right)\!\,,}
{\displaystyle \varphi =\arctan \left({\frac {c}{b}}\right)\!\,,}
kjer je 
- c linearna izsrednost